# Leonard Stanley
Leonard Stanley – wieś i civil parish w Anglii, w hrabstwie Gloucestershire, w dystrykcie Stroud. Leży 16 km na południe od miasta Gloucester i 152 km na zachód od Londynu. W 2011 roku civil parish liczyła 1446 mieszkańców. Leonard Stanley jest wspomniana w Domesday Book (1086) jako Stanlege.